# Мохник Андрій Володимирович
Мо́хник Андрі́́й Володи́мирович (нар. 15 червня 1972, Липовець, Вінницька область, Україна) — український політик. 15-й Міністр екології та природних ресурсів України (27 лютого 2014 — 2 грудня 2014).
Заступник голови Всеукраїнського об'єднання «Свобода» з питань координації депутатів місцевих рад, член Політради Всеукраїнського об'єднання «Свобода».
У 2005—2010 рр. — Голова Київської міської організації ВО «Свобода». Депутат Київської обласної ради (2010—2012). Народний депутат України 7-го скликання від Всеукраїнського об'єднання «Свобода» (2012—2014). З 27 лютого 2014 міністр екології та природних ресурсів в уряді Арсенія Яценюка.

## Біографія
Народився 15 червня 1972 у місті Липовець Вінницької області. Українець. З шести до чотирнадцяти років жив із батьками у м. Прип'ять. Постраждав від Чорнобильської аварії. Робота в системі освіти, особистий досвід боротьби з русифікацією. У націоналістичному русі Андрій із середини 1990-х як член ВО «Тризуб» ім. С.Бандери.
Мешкає в Києві. Одружений, виховує трьох дітей Мирославу (2010), Михайла (2014) і Лілію (2016).

### Освіта
У 1994 році закінчив Київський інженерно-будівельний інститут за фахом інженер-будівельник.
У 2011 році — Київський національний університет імені Тараса Шевченка за фахом юрист.
1998—2001 рр. — аспірант кафедри політичних наук Київського національного університету будівництва й архітектури, спеціальність «Історія України».

### Трудова діяльність
1994—1995 рр. — викладач алгебри і геометрії у школі при оздоровчо-лікувальному центрі Тарара (Гавана, Куба).
1995—1996 рр. — виконроб виробничо-комерційної фірми «Васла».
1996—1997 рр. — інженер Київського НДІ будівельних конструкцій.
2001—2004 рр. — спеціаліст 1-ї категорії, провідний спеціаліст відділу науки Головного управління освіти і науки КМДА.
2004—2006 рр. — помічник-консультант народного депутата України Олега Тягнибока.
2007—2008 рр. — аналітик ТОВ «Укрдефенсконсалтинг».
2005—2010 рр. — голова Київської міської організації Всеукраїнського об'єднання «Свобода».
З серпня 2010 року — заступник Голови Всеукраїнського об'єднання «Свобода» з політичних питань.
З грудня 2012 року по лютий 2014 року — народний депутат України, голова підкомітету з питань організації та діяльності органів юстиції і виконавчої служби Комітету Верховної Ради України з питань правової політики.
З лютого до листопада 2014 року — Міністр екології та природних ресурсів України.
З 15 грудня 2014 — знову обраний головою Київської міської організації Всеукраїнського об'єднання «Свобода».
Співорганізатор громадської ініціативи «Народна Шевченківська премія» у 2007 році та Культурного товариства імені Леся Курбаса. Співорганізатор міжнародної експертної дискусії «Як облаштувати Росію» (2015)
З 1 жовтня 2021 року — аналітик фінансово-економічної безпеки КП «Виробничо-комерційна фірма „Сервіс Тернопілля“».
Доброволець. Після початку повномасштабного вторгнення росії в Україну 24 лютого 2022 року бере участь у російсько-українській війні. З 16 листопада 2022 року — мобілізований в Збройні Сили України, старший лейтенант ЗСУ.

## Політична кар'єра
З 1989 року — член ВЛКСМ. Вийшов за власною заявою того ж 1989 року.
З липня 2004 року — член Всеукраїнського об'єднання «Свобода».
Березень 2006 — кандидат у народні депутати України від Всеукраїнського об'єднання «Свобода», № 26 у виборчому списку. На час виборів: помічник-консультант народного депутата України Олега Тягнибока.
Вересень 2007 — кандидат у народні депутати України від Всеукраїнського об'єднання «Свобода», № 9 у виборчому списку.
З 2010 року — депутат Київської обласної ради, член Президії Київської обласної ради, голова постійної комісії Київської обласної ради з питань свободи слова та засобів масової інформації.
На виборах народних депутатів України 28 жовтня 2012 року був обраний до Верховної Ради за партійним списком ВО «Свобода», в якому значився під третім номером. У парламенті став головою підкомітету з питань організації та діяльності органів юстиції і виконавчої служби Комітету з питань правової політики та заступником голови фракції. Також є членом Виконавчого комітету Національної парламентської групи в Міжпарламентському Союзі.
За час депутатської діяльності подав 11 законопроєктів та 16 депутатських запитів, виступав 14 разів з трибуни, 51 — з місця.
Співавтор законопроектів: про заборону комуністичної ідеології в Україні, про люстрацію, про заборону московського патріархату на території України, про Декларацію Верховної Ради України про надання незалежності поневоленим московією народам і країнам, про правонаступництво України щодо Української Народної Республіки, про Прапор Національної Гідності, про встановлення кримінальної відповідальності за колабораціонізм, про деокупацію (формула Свободи).
Співавтор депутатського запиту про надання відомостей щодо суспільно важливої інформації про національність 445 народних депутатів України 7-го скликання.
Один з ініціаторів та координаторів знесення пам'ятників лєніну в Києві та по всій Україні, активний лобіст перейменування топонімів, пов'язаних з московською окупацією та її діячами, повернення історичних назв.
30 вересня 2015 року Міністерство внутрішніх справ України викликало на допит на 7 жовтня 2015 Андрія Мохника (у справі про заворушення біля будівлі Верховної Ради України 31 серпня 2015 року).